# (129982) Jeffseabrook
(129982) Jeffseabrook est un astéroïde de la ceinture principale.

## Description
(129982) Jeffseabrook est un astéroïde de la ceinture principale. Il fut découvert le 31 octobre 1999 aux monts Santa Catalina par le programme CSS. Il présente une orbite caractérisée par un demi-grand axe de 2,54 UA, une excentricité de 0,13 et une inclinaison de 14,4° par rapport à l'écliptique.